# Christopher Robanske
Christopher Robanske (Calgary, 30 dicembre 1989) è un ex snowboarder canadese.

## Biografia
Specialista dello snowboard cross, ha esordito in Coppa del Mondo di snowboard il 13 febbraio 2009 a Cypress Mountain, in Canada.
Nel 2018 ha preso parte ai XXIII Giochi olimpici invernali a Pyeongchang concludendo in undicesima  posizione nella gara di snowboard cross.

## Palmarès

### Mondiali
- 1 medaglia:
  - 1 bronzo (snowboard cross a squadre a Sierra Nevada 2017)

### Coppa del Mondo
- Miglior piazzamento nella Coppa del Mondo di snowboard cross: 3º nel 2014
- 7 podi:
  - 2 vittorie
  - 3 secondi posti
  - 2 terzi posti

#### Coppa del Mondo - vittorie
| Data            | Luogo         | Paese  | Disciplina |
| --------------- | ------------- | ------ | ---------- |
| 2 febbraio 2013 | Blue Mountain | Canada | SBX        |
| 21 marzo 2015   | La Molina     | Spagna | SBX        |

Legenda:

SBX = Snowboard cross